# Olios mahabangkawitus
Olios mahabangkawitus là một loài nhện trong họ Sparassidae.
Loài này thuộc chi Olios. Olios mahabangkawitus được Alberto Barrion & James A. Litsinger miêu tả năm 1995.